# Sainte-Marie-de-Blandford
Pour les articles homonymes, voir Sainte-Marie.
Sainte-Marie-de-Blandford est une municipalité du Québec, située dans la municipalité régionale de comté de Bécancour et dans la région du Centre-du-Québec.

## Description
Sainte-Marie-de-Blandford est un petit village situé à l'intersection des routes 226 et 263, près de la petite municipalité de Lemieux, avec laquelle elle formait une grande communauté avant le début du XXe siècle.  
On y trouve le quartier du Lac Rose, où vit une grande partie de la population autour d'un lac naturel, et un des premiers champs de canneberges au Québec, le premier étant, toujours en opération, à Lemieux.

## Toponymie
« Telle que nous la connaissons aujourd'hui, la municipalité de Sainte-Marie-de-Blandford résulte de la fusion survenue en 1976 entre la municipalité de la paroisse de Sainte-Marie-de-Blandford, créée en 1873, et la municipalité du village de Sainte-Marie, officiellement établie en 1957 ».

## Démographie
| 1996 | 2001 | 2006 | 2011 | 2016 |
| ---- | ---- | ---- | ---- | ---- |
| 476  | 489  | 517  | 466  | 468  |

| 2021 | - | - | - | - |
| ---- | - | - | - | - |
| 443  | - | - | - | - |

## Administration
Les élections municipales se font en bloc pour le maire et les six conseillers.
| Sainte-Marie-de-Blandford Maires depuis 2001                                                                         |                      |         |          |
| Élection | Maire                | Qualité | Résultat |
| 2001 | Ginette Deshaies     |         | Voir     |
| 2005 | Ginette Deshaies     | Voir    |          |
| 2009 | Ginette Deshaies     | Voir    |          |
| 2011 | Louis Martel         |         | Voir     |
| 2013 | Louis Martel         | Voir    |          |
| 2017 | Ginette Deshaies (2) |         | Voir     |
| 2021 | Ginette Deshaies (2) | Voir    |          |
| Élection partielle en italique Depuis 2005, les élections sont simultanées dans toutes les municipalités québécoises |                      |         |          |